# Derrick Mokaleng
Derrick Mokaleng (* 18. Juni 1997) ist ein südafrikanischer Sprinter, der sich auf den 400-Meter-Lauf spezialisiert hat.

## Sportliche Laufbahn
Erste Erfahrungen bei internationalen Meisterschaften sammelte Derrick Mokaleng 2016 bei den U20-Weltmeisterschaften in Bydgoszcz, bei denen er im 400-Meter-Lauf mit 48,04 s in der ersten Runde ausschied. 2019 nahm er erstmals an den Afrikaspielen in Rabat teil und schied dort mit 46,67 s im Halbfinale aus. Zudem gewann er mit der südafrikanischen 4-mal-100-Meter-Staffel durch seinen Einsatz im Vorlauf die Bronzemedaille und auch mit der 4-mal-400-Meter-Staffel gewann er in 3:03,18 min die Silbermedaille hinter dem Team aus Kenia. Er qualifizierte sich auch für die Weltmeisterschaften in Doha, bei denen er im Einzelbewerb mit 45,87 s in der Vorrunde ausschied und auch mit der Staffel mit 3:02,06 min nicht das Finale erreichte.

## Persönliche Bestzeiten
- 400 Meter: 45,02 s, 12. Mai 2018 in Waco
  - 400 Meter (Halle): 45,67 s, 8. Februar 2019 in Lubbock (südafrikanischer Rekord)